# مایک لی
مایک لی (به انگلیسی: Mike Leigh) (زاده ۲۰ فوریه ۱۹۴۳) نویسنده و کارگردان سینما و تئاتر بریتانیایی است. او تاکنون با فیلم‌هایش جایزه‌های معتبری همچون نخل طلای جشنواره فیلم کن و شیر طلایی جشنواره فیلم ونیز را به‌دست آورده‌است. وی همچنین برای فیلم رازها و دروغ‌ها کاندیدای بفتای بهترین کارگردانی شد. وی در سال ۲۰۰۴ برای کارگردانی فیلم ورا دریک برنده بفتا شد.

## زندگی
مایک لی در سال ۱۹۴۳ به دنیا آمد. مادرش فیلیس پائولین و پدرش آلفرد لی نام داشت. پدرش در رشته پزشکی ارتش سلطنتی انگلستان کار می‌کرد.
مایک لی در اوایل دهه ۶۰ به آکادمی سلطنتی هنرهای دراماتیک در رشته بازیگری وارد شد اما علاقه او به نویسندگی و کارگردانی باعث شد که رشته‌اش را تغییر دهد. او سرانجام در سال ۱۹۶۵ از مدرسه فنون هنری لندن فارغ‌التحصیل شد.

## جوایز و افتخارات

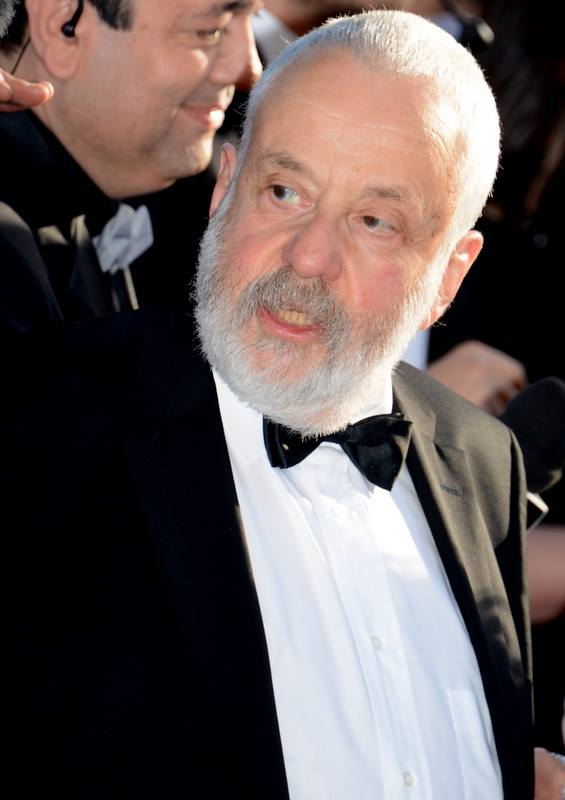
مایک لی در سال ۲۰۱۴ در جشنواره فیلم کن

| سال  | جایزه           | عنوان                    | فیلم           | نتیجه    |
| ---- | --------------- | ------------------------ | -------------- | -------- |
| ۱۹۹۶ | جایزه اسکار     | بهترین کارگردان          | رازها و دروغ‌ها | نامزدشده |
| ۱۹۹۶ | جایزه اسکار     | بهترین فیلمنامه اورجینال | رازها و دروغ‌ها | نامزدشده |
| ۱۹۹۹ | جایزه اسکار     | بهترین فیلمنامه اورجینال | وارونه         | نامزدشده |
| ۲۰۰۴ | جایزه اسکار     | بهترین کارگردان          | ورا دریک       | نامزدشده |
| ۲۰۰۴ | جایزه اسکار     | بهترین فیلمنامه اورجینال | ورا دریک       | نامزدشده |
| ۲۰۰۸ | جایزه اسکار     | بهترین فیلمنامه اورجینال | الکی خوش       | نامزدشده |
| ۲۰۱۰ | جایزه اسکار     | بهترین فیلمنامه اورجینال | سالی دیگر      | نامزدشده |
| ۱۹۹۳ | جایزه بفتا      | بهترین فیلم بریتانیایی   | برهنه          | نامزدشده |
| ۱۹۹۶ | جایزه بفتا      | بهترین فیلم              | رازها و دروغ‌ها | نامزدشده |
| ۱۹۹۶ | جایزه بفتا      | بهترین فیلم بریتانیایی   | رازها و دروغ‌ها | برنده    |
| ۱۹۹۶ | جایزه بفتا      | بهترین کارگردان          | رازها و دروغ‌ها | نامزدشده |
| ۱۹۹۶ | جایزه بفتا      | بهترین فیلمنامه اورجینال | رازها و دروغ‌ها | برنده    |
| ۱۹۹۹ | جایزه بفتا      | بهترین فیلم بریتانیایی   | الکی خوش       | نامزدشده |
| ۱۹۹۹ | جایزه بفتا      | بهترین فیلمنامه اورجینال | الکی خوش       | نامزدشده |
| ۲۰۰۴ | جایزه بفتا      | بهترین فیلم بریتانیایی   | ورا دریک       | نامزدشده |
| ۲۰۰۴ | جایزه بفتا      | بهترین کارگردان          | ورا دریک       | برنده    |
| ۲۰۰۴ | جایزه بفتا      | بهترین فیلمنامه اورجینال | ورا دریک       | نامزدشده |
| ۲۰۱۰ | جایزه بفتا      | بهترین فیلم بریتانیایی   | سالی دیگر      | نامزدشده |
| ۱۹۹۳ | جشنواره فیلم کن | نخل طلا                  | برهنه          | نامزدشده |
| ۱۹۹۳ | جشنواره فیلم کن | بهترین کارگردان          | برهنه          | برنده    |
| ۱۹۹۶ | جشنواره فیلم کن | نخل طلا                  | رازها و دروغ‌ها | برنده    |
| ۱۹۹۶ | جشنواره فیلم کن | جایزه کلیسای جهانی       | رازها و دروغ‌ها | برنده    |
| ۲۰۰۲ | جشنواره فیلم کن | نخل طلا                  | همه یا هیچ     | نامزدشده |
| ۲۰۱۰ | جشنواره فیلم کن | نخل طلا                  | سالی دیگر      | نامزدشده |
| ۲۰۱۰ | جشنواره فیلم کن | جایزه کلیسای جهانی       | سالی دیگر      | برنده    |
| ۲۰۱۴ | جشنواره فیلم کن | نخل طلا                  | آقای ترنر      | نامزدشده |

## بخشی از فیلم‌شناسی
- لحظات دلگیر (۱۹۷۱)
- آرزوهای دوردست (۱۹۸۸)
- برهنه (۱۹۹۳)
- رازها و دروغ‌ها (۱۹۹۶)
- وارونه (۱۹۹۹)
- همه یا هیچ (۲۰۰۲)
- ورا دریک (۲۰۰۴)
- بی غم (۲۰۰۸)
- سالی دیگر (۲۰۱۰)
- آقای ترنر (۲۰۱۴)
- پیترلو (۲۰۱۸)